# Simó Vidal Sintas
Simó Vidal Sintas (Maó, 24 de novembre de 1899 - Maó, 11 de febrer de 1950) fou un metge menorquí.

## Biografia
Simó Vidal Sintas, el segon de cinc germans, va néixer a Maó el 24 de novembre de 1899 al si d'una família de propietaris formada per Maria Pilar Sintas Sancho i Joan Vidal Olivar, un polític conservador qui va ser batlle de Maó per tres cops i diputat provincial durant els biennis 1919-21 i 1921-23.
Simó Vidal va estudiar el batxillerat al Col·legi dels Agustins de Palma entre 1911 i 1917 (alumne oficial de l'Institut Balear el darrer curs) i els set anys de la carrera de Medicina a la Universitat de Barcelona (1917-1924), on es va formar en tisiologia, al Servei que dirigien els doctors Jacint Reventós i Remigi Dargallo, i en cirurgia com a alumne intern de les sales de Clínica dels doctors Ramon Torres Casanovas i Antoni Morales fill. Posteriorment es doctorà a Madrid amb la tesi “La sífilis hereditaria en la isla de Menorca”.
L'any 1925 va exercir com a metge agregat de l'Hospital Clínic de Barcelona, on continuà la seva especialització en radiologia a les instal·lacions de raigs X del Servei que dirigia el digestòleg Màrius Cortés Lladó. A la tardor d'aquell mateix any marxa a Paris per ampliar durant un curs sencer la seva formació professional. Hi participa en el curs de l'Aparell respiratori i Tisiologia patrocinat pel doctor Émile Sergent, a l'Hôpital de la Charité, i en altres de cirurgia, clínica obstètrica, traumatologia...
Simó Vidal va exercir la medicina a Menorca a partir del 1927; com a metge de família ‒amb consultori a Maó i a Ciutadella‒ i alhora com a especialista pioner en la lluita antituberculosa per mitjà dels raigs X i les tècniques llavors en voga, com la del pneumotòrax artificial (Forlanini). Va ser professor de l'Escola d'Infermeres de l'Institut de la Dona que Treballa de la Caixa de Pensions i director mèdic de la Clínica Menorca de Maó. L'any 1938 va emmalaltir de tuberculosi. Un cop acabada la guerra va fer una llarga cura al Sanatori del Montseny. De tornada a Menorca, l'any 1941, reprèn la seva activitat professional i, al temps que continua en contacte amb els cercles mèdics de Barcelona ‒ciutat on acudeix assíduament‒, es fa càrrec de la Clínica Menorca, de la qual a més del director en serà radiòleg i cirurgià. Va morir a Maó l'any 1950.